# Norbert Dikacz
Norbert Dikacz (* 29. ledna 1971 Levice), někdy uváděný jako Dikácz, je bývalý slovenský fotbalista. Po skončení hráčské kariéry se stal trenérem mládeže.

## Fotbalová kariéra
V československé lize hrál za Dukla Banská Bystrica. Nastoupil ve 20 ligových utkáních a dal 1 gól. Dále hrál i za FJ VTJ Koba Senec, FO ŽP ŠPORT Podbrezová a FKM Nové Zámky.

## Ligová bilance
| Ročník                                   | Zápasy | Góly | Minuty | Klub                  |
| ---------------------------------------- | ------ | ---- | ------ | --------------------- |
| 1. československá fotbalová liga 1990/91 | 20     | 1    | 720    | Dukla Banská Bystrica |
| CELKEM 1. československá liga            | 20     | 1    | 720    |                       |